# Gioia del Colle
Gioia del Colle és un municipi italià, situat a la regió de la Pulla i a la Ciutat metropolitana de Bari. L'any 2022 tenia 26.731habitants.

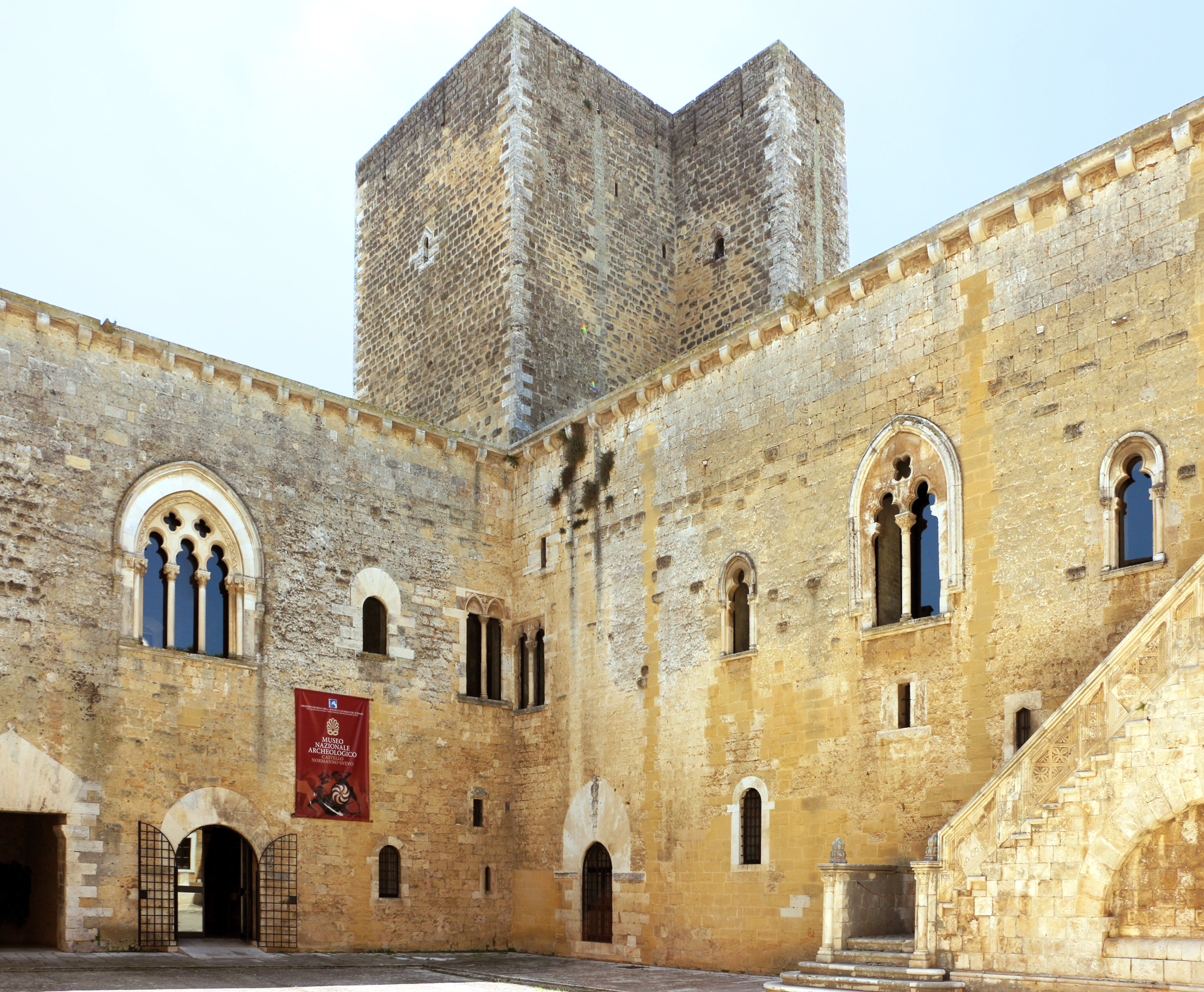
Castell

D'origen altmedieval, té un castell grandiós, iniciat al segle xi i reconstruït per Frederic II (1230), amb murs massissos amb grans carreus i dues torres imponents.

## Fills il·lustres
- Pietro Argento (1909-1994) director d'orquestra